# Lex van Kreuningen
Pieter Alex "Lex" van Kreuningen (nascido em 29 de setembro de 1937) é um ex-ciclista holandês, que foi ativo entre 1959 e 1964. Nos Jogos Olímpicos de 1960 em Roma, competiu na prova de estrada e 100 km contrarrelógio por equipes, terminando na quarta posição no contrarrelógio. Também venceu o Tour de Limburgo (1960) e Volta aos Países Baixos (1963), assim como duas etapas do Tour de l'Avenir (1962 e 1963).